# درياي نور

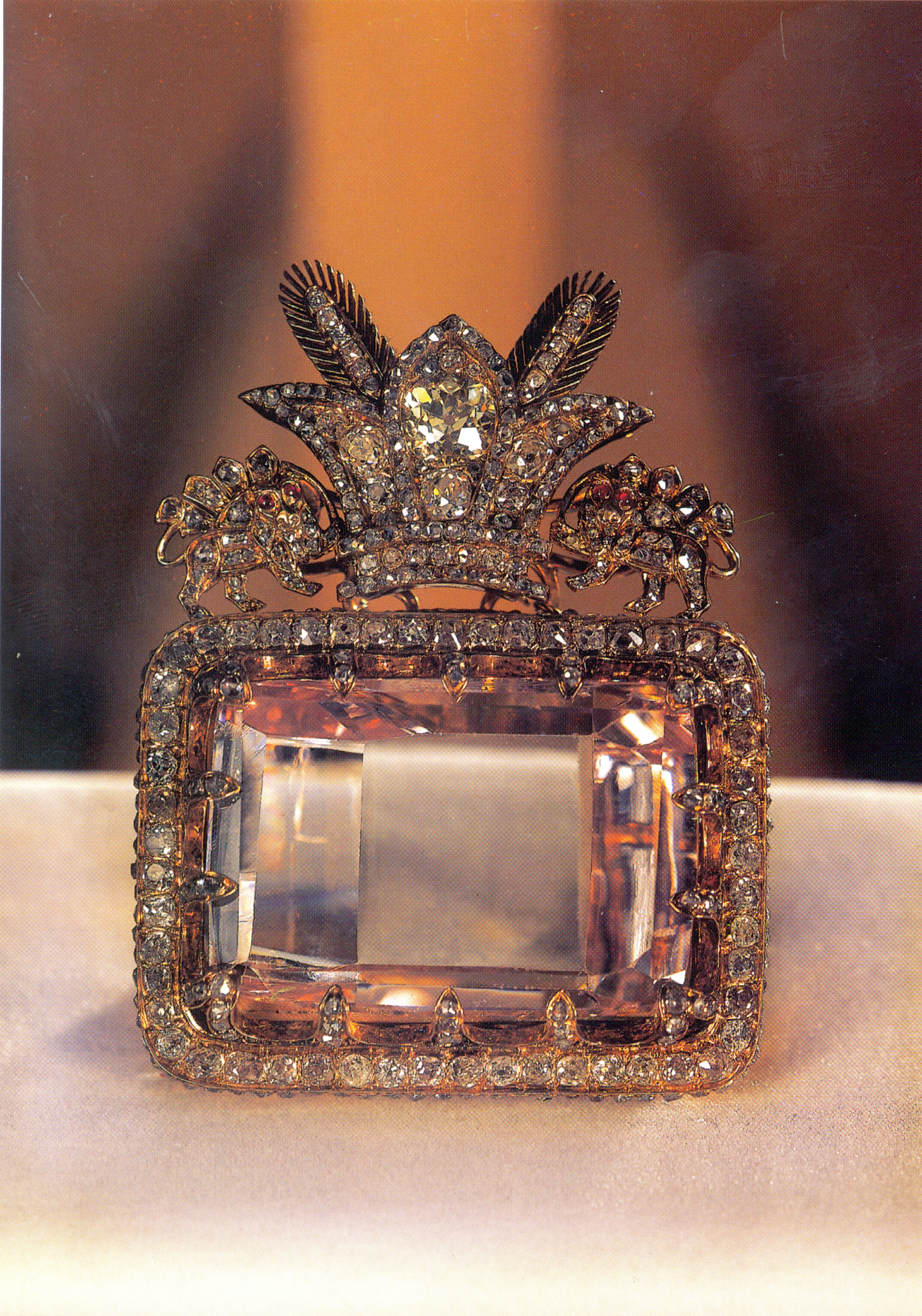
ماسة بحر النور، إحدى أكبر الماسات في العالم

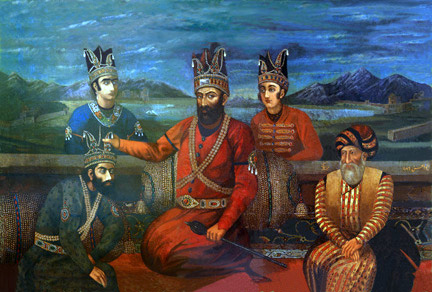
ماسة النور على تاج نادر شاه

درياي نور (بالفارسیة: دریای نور) هي إحدى أكبر الماسات الوردية في العالم. كما وإنها أهم قطع جواهر التيجان الفارسية. تُعتبَر هذه الماسة ذات الـ 186 قيراطًا واللون الوردي الباهت المتموضعة على الإطار الدقيق من أفضل الأنواع من ناحية النقاء، مصقولة بشكل وردي مستدير.

## اكتشاف الماسة
ماسة النور هي إحدى قطع الألماس المعروفة في العالم ويقال بأنه تم اكتشاف واستخراج هذه القطعة قبل 1000 سنة. وزنها الحالي سبعة مثاقيل.

## ماسة النور في المتحف الوطني
يضم متحف الجواهر الوطني الإيراني مجموعة من المجوهرات وبعض القطع الأكبر من نوعها في العالم. وتشمل هذه المجموعة ماسة بحر النور، وشقيقتها ماسة كوه أي نور، وأكبر قطعة ياقوت غير مصقولة في العالم، إضافةً إلى مجسم للكرة الأرضية يحتوي على 34 كيلوغرام من الذهب وما يفوق 51,366 حجرًا كريمًا.

## وصلات خارجية
- الموقع الرسمي لمتحف جمهورية إيران الوطني